# Baryconus gracilicornis
Baryconus gracilicornis är en stekelart som först beskrevs av Alan Parkhurst Dodd 1914.  Baryconus gracilicornis ingår i släktet Baryconus och familjen Scelionidae. Inga underarter finns listade.